# Claudio Onofri
Claudio Onofri (Roma, 24 luglio 1952) è un ex calciatore, allenatore di calcio e opinionista italiano, di ruolo difensore.

## Caratteristiche tecniche

### Giocatore
Iniziò nelle giovanili del Vanchiglia e del Torino come mezz'ala d'attacco ma nel 1970 Beniamino Cancian, vice-allenatore della prima squadra lo spostò per una stagione nel ruolo di libero, dato che riteneva che pur avendo un buon tasso tecnico fosse troppo lento per ricoprire ad alti livelli il ruolo di mezz'ala. Solo quando ritroverà Cancian come allenatore al Clodiasottomarina verrà utilizzato nuovamente in quel ruolo che però occuperà definitivamente solo dopo il suo passaggio all'Avellino.

## Carriera

### Giocatore

#### Club
Formatosi nel Vanchiglia passa alle giovanili del Torino nel 1963 e con cui vince il Campionato Primavera 1969-1970.
Convocato nel ritiro estivo granata nell'estate 1971, viene mandato in prestito alla Pro Vercelli con cui ottiene il diciassettesimo posto del girone A della Serie C 1971-1972.
La stagione seguente viene prestato al Montevarchi ottenendo il decimo posto della girone B della Serie C. Il prestito fu rinnovato l'anno successivo e la stagione fu chiusa al diciassettesimo posto finale, a due punti dalla zona retrocessione.
Nella stagione 1974-1975 Onofri venne prestato al Clodiasottomarina, voluto da Cancian che già lo aveva conosciuto al Torino. Con i veneti ottenne il nono posto del girone A, venendo riscattato all'inizio della nuova stagione e girato immediatamente all'Avellino, militante in cadetteria.
Con gli irpini ottiene il nono posto nella Serie B 1975-1976.

Da sinistra: Roberto Russo e il capitano genoano Onofri presentano le prime maglie sponsorizzate nella storia del club per la stagione 1981-1982

Nel 1976 passa al Genoa con cui esordisce nella massima serie italiana il 3 ottobre 1976 nel pareggio casalingo per 2-2 contro la Roma.  Nella prima stagione in Serie A ottiene l'undicesimo posto finale. L'anno seguente retrocede in cadetteria a causa della peggiore differenza reti del suo club rispetto alla Fiorentina.
Nel 1978 torna al Torino che lo ingaggia pagandolo un miliardo di lire, il cartellino di Fabrizio Gorin e metà di quello di Marco Masi. Con i granata, con cui ottiene il terzo posto finale in campionato, esordisce nella Coppa UEFA 1978-1979 nella partita esterna per 3-0 contro lo Sporting Gijón nella quale viene considerato uno dei peggiori in campo. La partita dei ritorno fu vinta per 1-0, risultato che non bastò ai granata per superare il primo turno. L'annata in granata non fu positiva e venne nuovamente ceduto, anche per sua volontà, al Genoa.
Divenuto capitano del sodalizio rossoblu, nella stagione 1979-1980 ottiene il nono posto finale, mentre in quella seguente ottiene la promozione in massima serie grazie al terzo posto finale ottenuto. Tornato in massima serie, dopo due salvezze nella prima e seconda stagione, retrocede in cadetteria al termine della Serie A 1983-1984.
Nell'ultima stagione di Onofri con il Grifone, la Serie B 1984-1985, ottiene il sesto posto finale. A seguito di un litigio con l'allenatore Tarcisio Burgnich il nuovo presidente Aldo Spinelli decise di cederlo al  Catania nell'estate 1985.
Con gli etnei Onofri fu sempre ai margini della rosa e la squalifica di otto giornate che subì a seguito delle veementi proteste contro la terna arbitrale il 16 marzo 1986 nella trasferta persa per 2-0 contro il Vicenza ne escluse il rinnovo del contratto per l'anno seguente.
Lasciato il calcio professionistico, nel settembre 1986 diviene allenatore-giocatore del San Fruttuoso, formazione dilettante genovese.

#### Nazionale
Nel 1978, al termine di due stagioni con la maglia rossoblu, viene inserito nella lista dei 40 convocati in vista dei Mondiali, giocando una partita della Nazionale Sperimentale contro la Germania Ovest, persa per 1-0.

### Allenatore
Lasciato il San Fruttuoso, dopo essere stato per un breve periodo direttore sportivo della Pro Patria, nel 1987 diviene allenatore degli allievi del Genoa
Come allenatore inizia la sua esperienza nella provincia di Brescia, allenando per tre stagioni l'Ospitaletto in Serie C2. Lasciato l'Ospitaletto torna in Liguria per allenare lo Spezia, ottenendo un'insperata salvezza nella Serie C1 1992-1993.
Lasciato lo Spezia, sale di categoria per allenare i neo-promossi in cadetteria del Ravenna, incarico da cui si dimetterà dopo sei giornate.
Nel maggio 1994 torna ad allenare lo Spezia impegnato nei play-out salvezza del girone A della Serie C1 1993-1994. Retrocesso sul campo, il club spezzino viene però ripescato per il completamento degli organici. La stagione seguente fu invece conclusa all'ottavo posto finale, con un girone di ritorno dall'ottimo rendimento casalingo, battendo anche formazioni quotate come Spal e Ravenna. La stagione seguente si dimise a seguito di alcuni contrasti con il nuovo presidente del club aquilotto Blengino, lasciando l'incarico a Fabrizio Gorin.
L'anno seguente diviene l'allenatore della Massese, nel girone B della Serie C2 1996-1997, incarico da cui poi si dimetterà a stagione in corso, sostituito nuovamente da Fabrizio Gorin.
Dopo aver ricoperto la mansione di osservatore per il Milan e dal 1997 per il Genoa divenne nel 1998 responsabile del settore giovanile rossoblu. Nel 2001, tra la ventitreesima e ventiquattresima giornata del campionato cadetto 2000-2001, sostituisce l'esonerato Bruno Bolchi sulla panchina dei grifoni, divenendo poi vice di Franco Scoglio quando questi assunse l'incarico.
Rimane vice di Scoglio sinché questi non si dimette da allenatore del Genoa agli inizi del 2002 lasciando il posto a Edy Reja che sostituì a sua volta a partire dalla ventisettesima giornata del campionato 2001-2002 conclusosi al dodicesimo posto finale. La stagione seguente rimette l'incarico dopo solo due giornate per lo stress e tornando a ricoprire l'incarico di responsabile del settore giovanile.
Successivamente è stato direttore tecnico dell'Alessandria nella stagione 2005-2006 e dal 7 dicembre 2013 ritorna nello staff del Genoa in qualità di osservatore.

### Dopo il ritiro
Fino all'estate 2008 è stato opinionista per l'emittente privata genovese Primocanale, prima di passare a Telenord. Negli anni duemila è diventato un commentatore per Sky Sport, pur continuando a fare l'opinionista con l'emittente Telenord.
Nel 2025 viene inserito tra gli eletti della Hall of fame dell'Aquila Montevarchi

## Statistiche

### Statistiche da allenatore
Statistiche aggiornate al 21 settembre 2002.
| Stagione           | Squadra            | Campionato         | Campionato | Campionato | Campionato | Campionato | Coppe nazionali | Coppe nazionali | Coppe nazionali | Coppe nazionali | Coppe nazionali | Coppe continentali | Coppe continentali | Coppe continentali | Coppe continentali | Coppe continentali | Altre coppe | Altre coppe | Altre coppe | Altre coppe | Altre coppe | Totale | Totale | Totale | Totale | % Vittorie |
| Stagione           | Squadra            | Comp               | G          | V          | N          | P          | Comp            | G               | V               | N               | P               | Comp               | G                  | V                  | N                  | P                  | Comp        | G           | V           | N           | P           | G      | V      | N      | P      | %          |
| ------------------ | ------------------ | ------------------ | ---------- | ---------- | ---------- | ---------- | --------------- | --------------- | --------------- | --------------- | --------------- | ------------------ | ------------------ | ------------------ | ------------------ | ------------------ | ----------- | ----------- | ----------- | ----------- | ----------- | ------ | ------ | ------ | ------ | ---------- |
| 1989-1990          | Ospitaletto        | C2                 | 34         | 8          | 15         | 11         | CI-C            | 6               | 3               | 1               | 2               | -                  | -                  | -                  | -                  | -                  | -           | -           | -           | -           | -           | 40     | 11     | 16     | 13     | 27,50      |
| 1990-1991          | Ospitaletto        | C2                 | 34+4       | 8+1        | 15+2       | 11+1       | CI-C            | 6               | 1               | 4               | 1               | -                  | -                  | -                  | -                  | -                  | -           | -           | -           | -           | -           | 44     | 10     | 21     | 13     | 22,73      |
| 1991-1992          | Ospitaletto        | C2                 | 38         | 11         | 15         | 12         | CI-C            | 4               | 0               | 2               | 2               | -                  | -                  | -                  | -                  | -                  | -           | -           | -           | -           | -           | 38     | 11     | 17     | 14     | 28,95      |
| Totale Ospitaletto | Totale Ospitaletto | Totale Ospitaletto | 106+4      | 27+1       | 45+2       | 34+1       |                 | 16              | 4               | 7               | 5               |                    | -                  | -                  | -                  | -                  |             | -           | -           | -           | -           | 126    | 32     | 54     | 40     | 25,40      |
| 1992-1993          | Spezia             | C1                 | 32         | 7          | 14         | 11         | CI-C            | 8               | 3               | 1               | 4               | -                  | -                  | -                  | -                  | -                  | -           | -           | -           | -           | -           | 40     | 10     | 15     | 15     | 25,00      |
| lug-ott. 1993      | Ravenna            | B                  | 6          | 1          | 1          | 4          | CI              | 1               | 0               | 0               | 1               | -                  | -                  | -                  | -                  | -                  | -           | -           | -           | -           | -           | 7      | 1      | 1      | 5      | 14,29      |
| mag-giu. 1994      | Spezia             | C1                 | 5+2        | 1          | 3+1        | 1+1        | CI-C            | 0               | 0               | 0               | 0               | -                  | -                  | -                  | -                  | -                  | -           | -           | -           | -           | -           | 7      | 1      | 4      | 2      | 14,29      |
| 1994-1995          | Spezia             | C1                 | 34         | 12         | 13         | 9          | CI-C            | 4               | 2               | 0               | 2               | -                  | -                  | -                  | -                  | -                  | -           | -           | -           | -           | -           | 38     | 14     | 13     | 11     | 36,84      |
| lug.-set. 1995     | Spezia             | C1                 | 5          | 0          | 1          | 4          | CI-C            | 4               | 2               | 1               | 1               | -                  | -                  | -                  | -                  | -                  | -           | -           | -           | -           | -           | 9      | 2      | 2      | 5      | 22,22      |
| Totale Spezia      | Totale Spezia      | Totale Spezia      | 76+2       | 20         | 31+1       | 25+1       |                 | 16              | 7               | 2               | 7               |                    | -                  | -                  | -                  | -                  |             | -           | -           | -           | -           | 94     | 27     | 34     | 33     | 28,72      |
| 1996-1997          | Massese            | C2                 | 14         | 3          | 4          | 7          | CI-C            | 2               | 0               | 1               | 1               | -                  | -                  | -                  | -                  | -                  | -           | -           | -           | -           | -           | 16     | 3      | 5      | 8      | 18,75      |
| feb. 2001          | Genoa              | B                  | 2          | 1          | 1          | 0          | CI              | 0               | 0               | 0               | 0               | -                  | -                  | -                  | -                  | -                  | -           | -           | -           | -           | -           | 2      | 1      | 1      | 0      | 50,00      |
| 2001-2002          | Genoa              | B                  | 12         | 4          | 6          | 2          | CI              | 0               | 0               | 0               | 0               | -                  | -                  | -                  | -                  | -                  | -           | -           | -           | -           | -           | 12     | 4      | 6      | 2      | 33,33      |
| ago-set. 2002      | Genoa              | B                  | 2          | 0          | 1          | 1          | CI              | 3               | 1               | 1               | 1               | -                  | -                  | -                  | -                  | -                  | -           | -           | -           | -           | -           | 5      | 1      | 2      | 2      | 20,00      |
| Totale Genoa       | Totale Genoa       | Totale Genoa       | 16         | 5          | 8          | 3          |                 | 3               | 1               | 1               | 1               |                    | -                  | -                  | -                  | -                  |             | -           | -           | -           | -           | 19     | 6      | 9      | 4      | 31,58      |
| Totale carriera    | Totale carriera    | Totale carriera    | 218+6      | 56+1       | 89+3       | 73+2       |                 | 38              | 12              | 11              | 15              |                    | -                  | -                  | -                  | -                  |             | -           | -           | -           | -           | 262    | 69     | 103    | 90     | 26,34      |

## Palmarès

### Giocatore

#### Club
- Campionato Primavera: 1

Torino: 1969-1970